# Tom Schilling (choreograf)
Tom Schilling (ur. 23 stycznia 1928 w Esperstedt, Turyngia) – niemiecki tancerz i choreograf, współpracownik Waltera Felsensteina.

## Życiorys
Studiował balet w szkole baletowej w Dessau. Debiutował w Dreźnie 1945, potem występował w balecie Mary Wigman w Lipsku 1946–1952. 1953 został baletmistrzem w Teatrze Narodowym w Weimarze, 1956–1964 był dyrektorem baletu w Dreźnie, 1965 został na wniosek Waltera Felsensteina powołany na dyrektora artystycznego baletu Komische Oper w Berlinie z zadaniem stworzenia nowoczesnego zespołu baletowego. 1986 został mianowany profesorem choreografii w Wyższej szkole Teatralnej „Hans Otto” w Lipsku.
Tom Schilling stworzył choreografie do wielu baletów, m.in. do „Fontanny Bachczysaraju” Borysa Asafjewa, „Kopciuszka” i „Romea i Julii” Siergieja Prokofjewa, „Morza” Debussy’ego. Współpracował też z Grand Ballet Classique de France, Norweskim Baletem Narodowym i baletem Opery Wiedeńskiej.
Zespół baletowy pod jego kierownictwem występował w ponad trzydziestu krajach świata.